# Matthias Wengelin
Matthias Wengelin, né le 2 février 1988, est un coureur cycliste suédois, spécialiste du VTT.

## Palmarès en VTT

### Championnats d'Europe
- Kluisbergen 2005
  -  Médaillé de bronze du relais mixte
- Chies d'Alpago 2006
  -  Médaillé de bronze du relais mixte
  - 6e du cross-country juniors
- Zoetermeer 2009
  -  Champion d'Europe du relais mixte (avec Emil Lindgren, Tobias Ludvigsson et Alexandra Engen)

### Championnats de Suède
- 2005
  -  Champion de Suède de contre-la-montre cross-country juniors
- 2006
  -  Champion de Suède de contre-la-montre cross-country juniors
  -  Champion de Suède de cross-country marathon juniors
  -  Champion de Suède de cross-country juniors
- 2009
  -  Champion de Suède de cross-country marathon
- 2013
  -  Champion de Suède de cross-country
- 2015
  -  Champion de Suède de cross-country marathon
- 2016
  -  Champion de Suède de cross-country
- 2019
  -  Champion de Suède de cross-country
- 2021
  -  Champion de Suède de cross-country
- 2023
  -  Champion de Suède de cross-country marathon
- 2024
  -  Champion de Suède de cross-country marathon

### Autres
- 2013
  - Strovolos Mountainbike
  - Sherwood Pines
- 2014
  - Øvre Eiker Mountainbike
  - Houffalize Mountainbike
  - Viborg Mountainbike

## Palmarès en cyclo-cross
- 2013-2014
  - 3e du championnat de Suède de cyclo-cross
- 2015-2016
  -  Champion de Suède de cyclo-cross